# Mobilier scolaire
 (août 2024).
Si vous disposez d'ouvrages ou d'articles de référence ou si vous connaissez des sites web de qualité traitant du thème abordé ici, merci de compléter l'article en donnant les références utiles à sa vérifiabilité et en les liant à la section « Notes et références ».
 (août 2024).
Le mobilier scolaire désigne les meubles équipant les salles de classe dans les écoles.

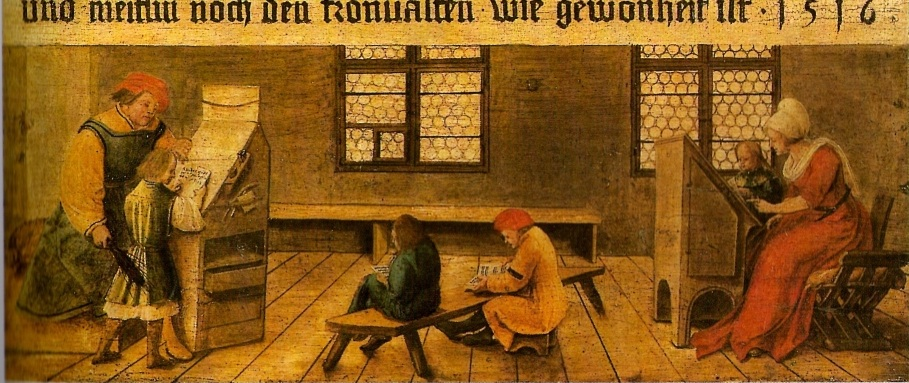
Enseigne de maître d'école, 1516, de Ambrosius Holbein au Kunstmuseum de Bâle

## Histoire

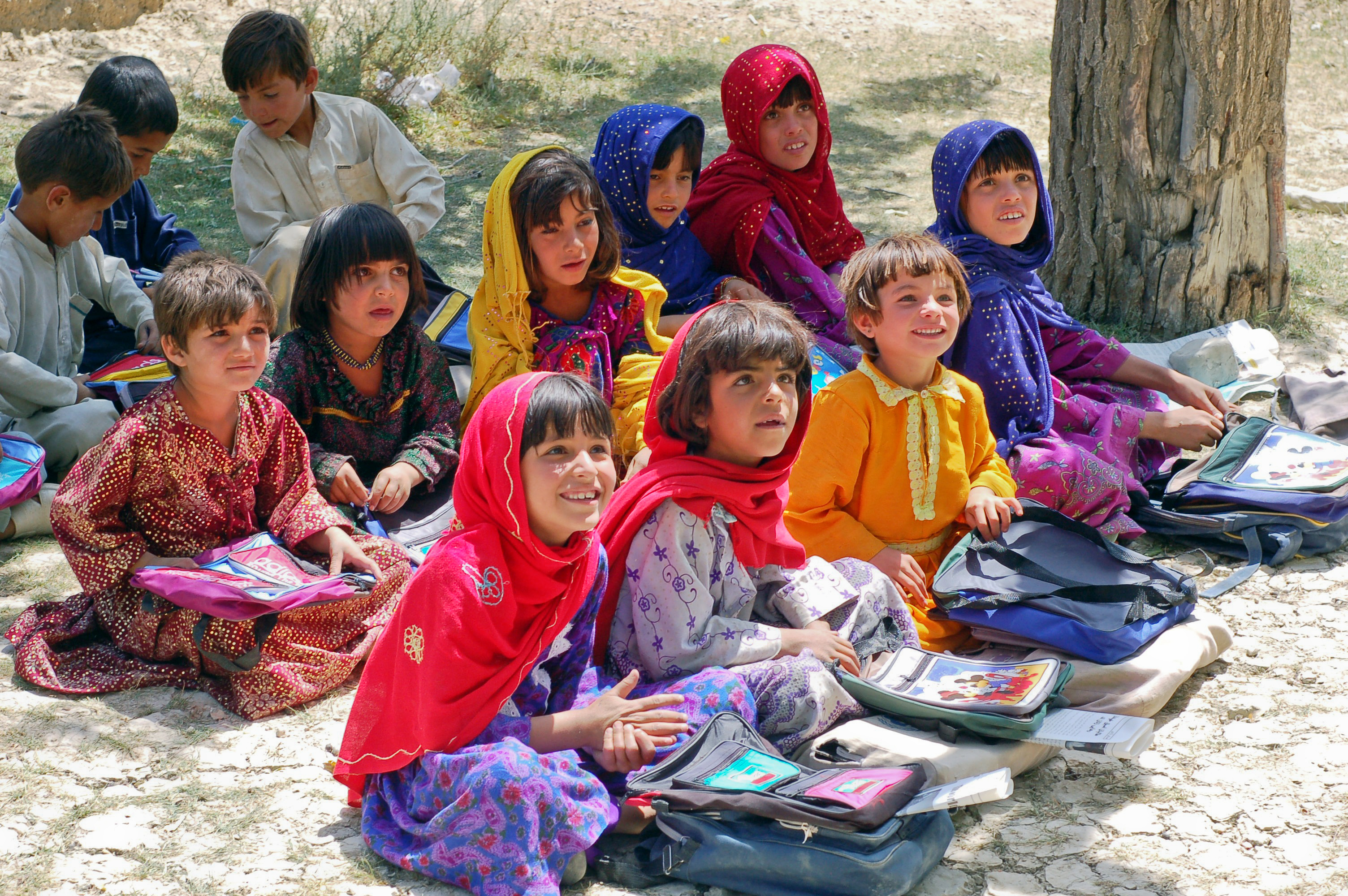
Une classe d’enfants d’un petit village d’Afghanistan

- Moyen Âge : en France, l’enseignement scolaire débute sous le règne de Charlemagne et dispensé par les ecclésiastiques et accessible à tous, sauf que les difficultés de la vie à cette époque font que seule une catégorie sociale a les moyens de subvenir aux frais : la scolarité n’étant pas encore gratuite et le besoin de main-d’œuvre, surtout dans les campagnes, explique en partie cela, malgré le rêve des paysans de voir leurs fils échapper à une vie misérable et d’apprendre la grammaire latine. Les enfants scolarisés suivaient l’enseignement assis à même le sol[1].
- XVIIIe siècle : le roi Louis XVIII promulgue deux ordonnances imposant l’ouverture d’une école de garçons puis de filles dans chaque commune.
- XIXe siècle : pendant la première moitié de ce siècle, un gros effort est accompli pour la scolarisation et pour persuader les familles les moins aisées financièrement à envoyer leurs enfants à l’école.

Ce n’est qu’avec la loi Jules Ferry relative à l'obligation d’instruction et à la laïcité de l'enseignement (28 mars 1882).[Quoi ?]

## À partir duXIXesiècle
Jusqu’à cette période, le mobilier était très sommaire et dans la plupart des classes les élèves sont assis sur des bancs et écrivent sur leurs genoux.

### Table de travail

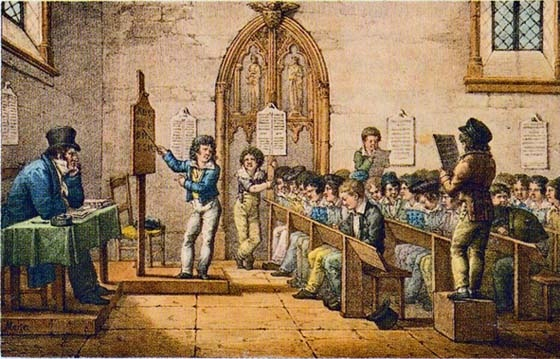
Une classe de l'école mutuelle, Paris, 1815.

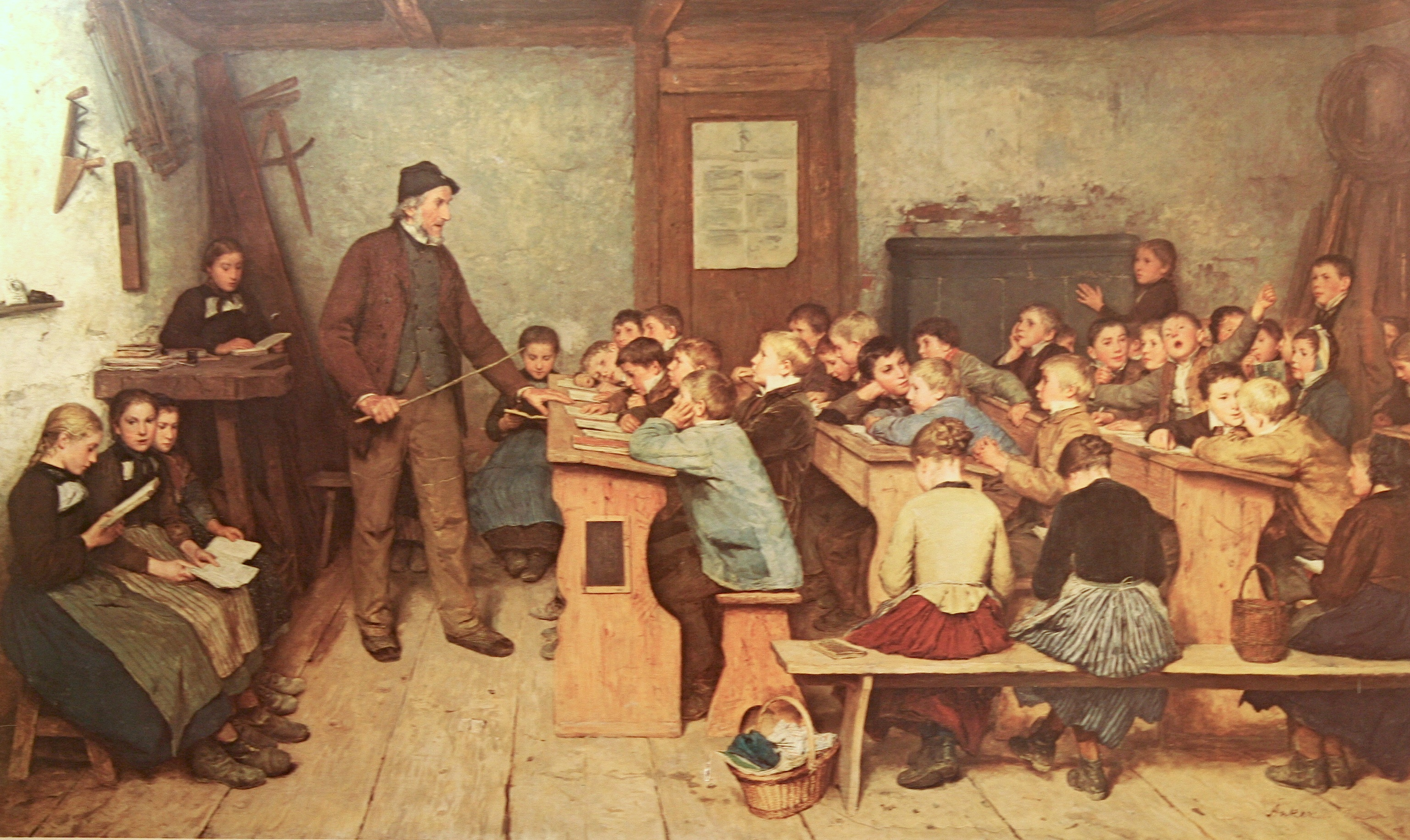
La classe d’une école de village en Suisse, en 1848 (peinture d’Albert Anker, 1896)

La scolarisation gratuite et obligatoire entraîne l’équipement des écoles en mobilier plus fonctionnel :

#### DébutXIXesiècle
Des pupitres constitués d’un grand plan de travail (planche) monté sur pieds et solidaire d’un long banc sans dossier qui peut recevoir jusqu’à douze élèves ; le tout étant fixé au sol. La table comporte une rainure creusée dans le bois pour déposer le porte-plume et des trous pour recevoir les encriers de porcelaine.
Pour pallier le défaut de l’éclairage des lampes à pétrole, des bougies peuvent être fixées sur la table ; ce dispositif fut supprimé à partir du milieu du XIXe siècle avec l’invention du bec de gaz.

#### Mi-XIXesiècle
Par souci de la santé des élèves, particulièrement par crainte de myopie et de scoliose, les améliorations portent à la fois sur l’éclairage (gaz puis électrique) et les tables de travail. Apparition des tables à deux places avec casier de rangement sous le plateau et banc à dossier.
Sur les premiers modèles de table, le plateau était double (un par élève) et se relevait pour le rangement des livres et utilitaires d’écriture. La manœuvre des abattants était assez bruyante et les modèles de bureaux furent créés à table de travail fixe et ouverture sur la face, côté élève.

#### Mi-XXesiècle
Les bureaux tout bois font place aux bureaux bois et piétement métal, avec banc solidaire.
- Vers les années 1950, les premiers bureaux à une place voient le jour.
- Au début des années 1970, l’évolution des mentalités incite à un mobilier avec chaise séparée de la table ; ce qui permet une nouvelle organisation de la classe, la formation de groupe de travail, mais donne une ambiance plus bruyante.

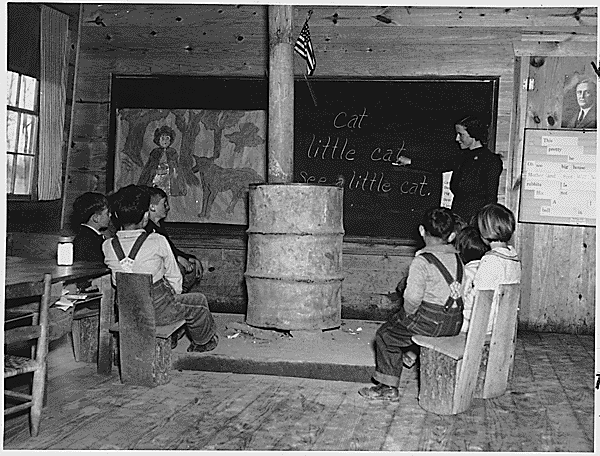
Une classe d’école en 1935, Alabama.
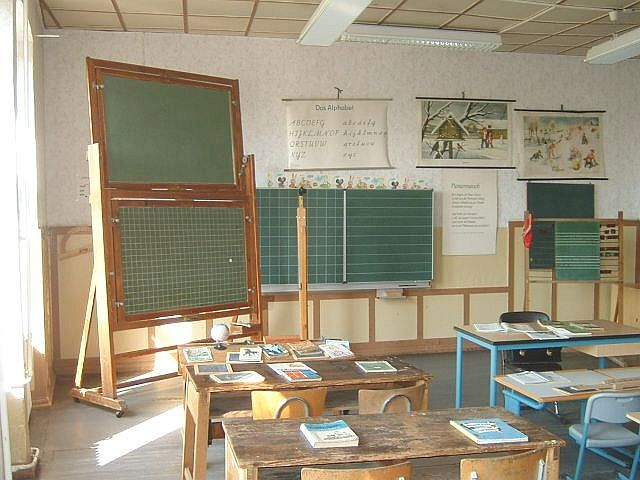
Reconstitution partielle d'une École primaire, 1930.
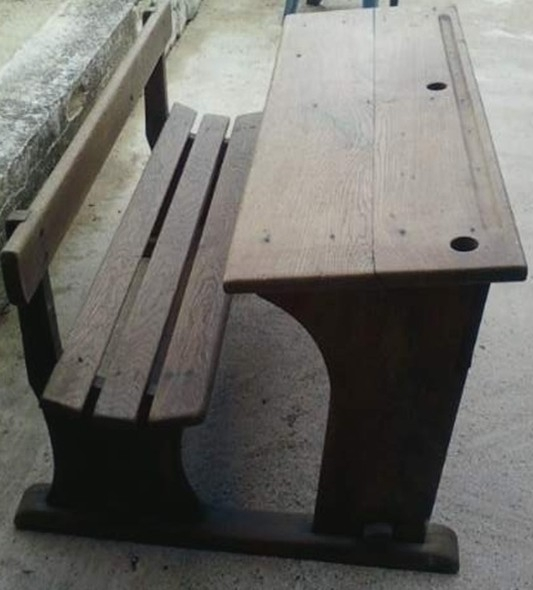
Ancien banc en bois années 1900.
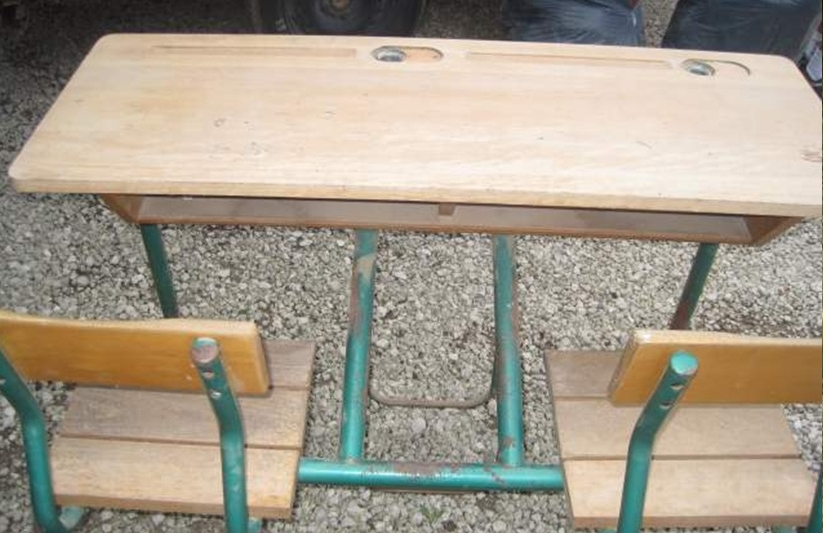
Banc deux places bois-acier.
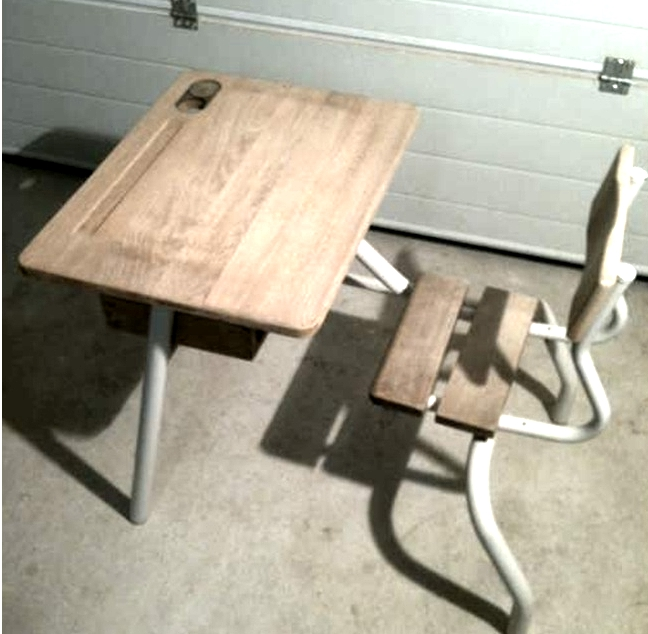
Banc individuel années 1980.
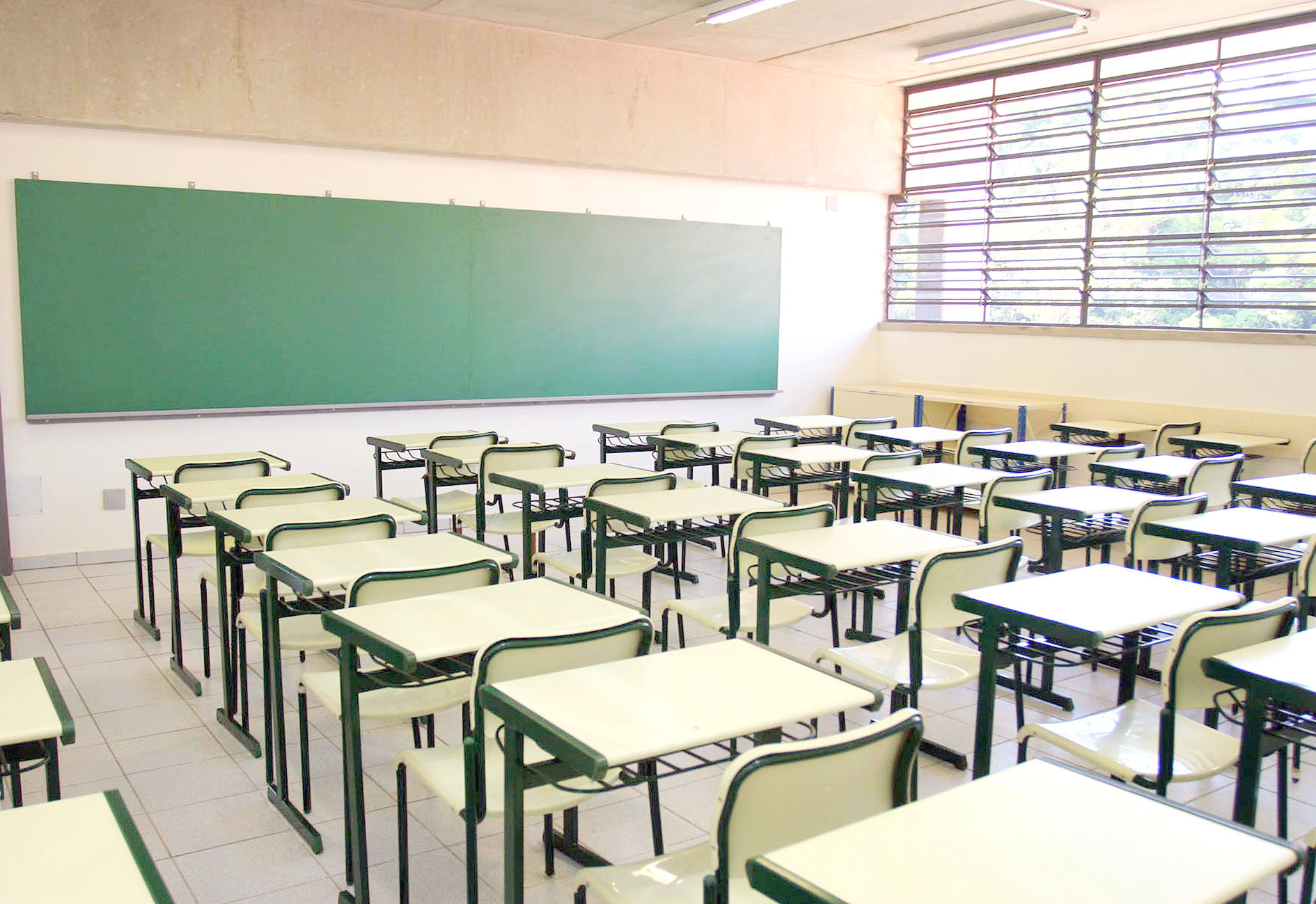
Une salle de classe moderne à São Paulo, Brésil.

## Autres mobiliers

### Les tableaux

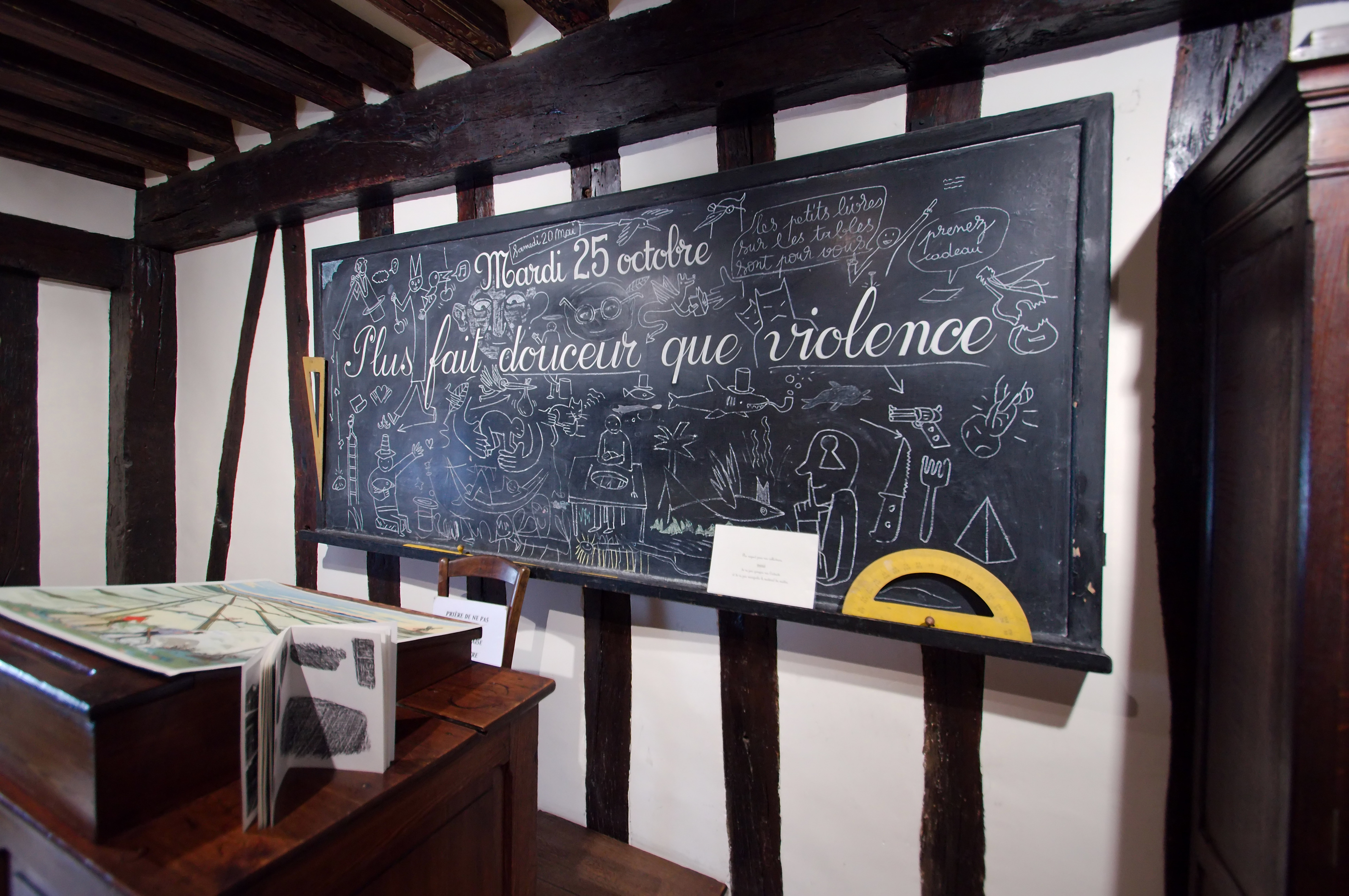
Tableau noir.

- Le tableau noir : taillé dans une plaque d’ardoise puis plus tard dans une plaque de bois peinte en noir ou en vert ; bien connu de tous, il se décline en plusieurs format :
  - Petit format, genre A4, qui servait aux adultes (commerçant, etc.) comme aux enfants pour écrire ou faire des calculs,
  - Grand format : accroché au mur ou posé sur pieds bois ou métal, il sert à écrire et faire des démonstrations à une classe d’élèves ou une assemblée de personnes en salle de réunion.
- Le tableau blanc :
  - 1re génération : remplace généralement le tableau noir, de couleur blanche, sur lequel on écrit avec un feutre effaçable. Il est constitué d’une plaque de métal laquée blanc à chaud, puis d’une plaque recouverte d’une couche synthétique de mélaminé blanc.

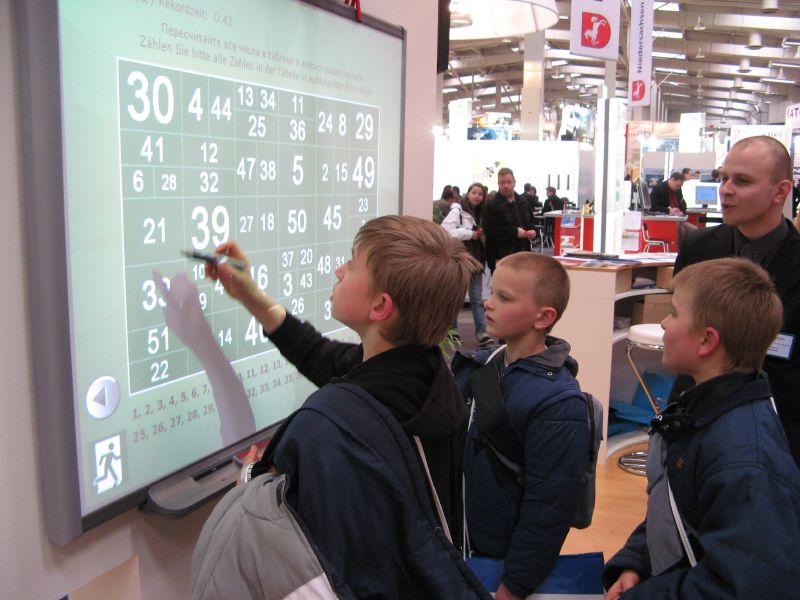
Un tableau blanc interactif lors du CeBIT 2007

- - 2e génération : le tableau blanc interactif (TBI), il remplace les tableaux à craie ou à crayon effaçable, il fonctionne à la captation du mouvement du doigt, équipé de haut-parleurs, c’est un instrument interactif utilisé pour la communication aussi bien en établissement scolaire qu’au sein d’entreprise pour la vidéo-conférence.

### Les chaises et bancs d'écoliers
Les chaises et bancs d'écoliers font partie intégrante du mobilier scolaire et ont eux aussi évolué avec le temps. Les chaises d'école proposées actuellement sont bien plus confortables et permettent aux élèves de suivre leurs cours de manière plus aisée. Les bancs sont aujourd'hui moins utilisés, ils ont perdu peu à peu leur place dans les salles de classe au profit des chaises, plus pratiques et plus maniables.

### Pupitre du maître
De forme d’une grande écritoire sur pieds jusqu’au XIXe siècle, il devint un bureau plat avec une partie rangement à tiroir sur le côté. Monté sur une estrade, plate-forme de bois à environ 25 cm du sol, il permettait à l’enseignant (le maître) de dominer la classe

### Mobilier de rangement
- Armoire de rangement pour les affaires d’usage courant : craie, encre, chiffon, etc.
- Armoire à cartes : meuble vertical et plat pour la rangement des cartes de géographie, de science naturelle, etc. ; n’est plus à la mode aujourd’hui, détrônée par le rétroprojecteur ou le tableau blanc interactif,
- Armoire ou casier individuel, où chaque élève peut ranger ses affaires (vêtement et affaires de classe), généralement disposé dans le couloir ou espace prévu à cet effet.